# Algrange
 Algrange  es una población y comuna francesa, en la región de Lorena, departamento de Mosela, en el distrito de Thionville-Ouest y cantón de Algrange.

## Demografía
| 9,163 | 8,658 | 7,658 | 6,767 | 6,325 | 6,198 |
| Para los censos de 1962 a 1999 la población legal corresponde a la población sin duplicidades (Fuente: INSEE [Consultar]) |       |       |       |       |       |